# Johann Michael Franz Birnbaum

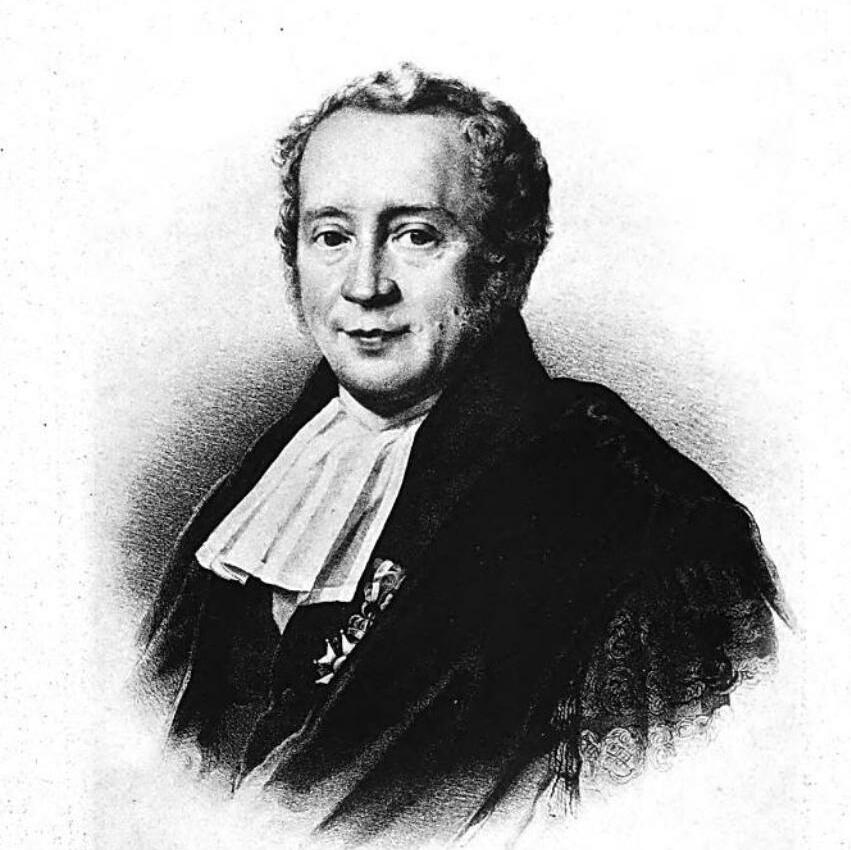
Johann Michael Franz Birnbaum (1792–1877)

Johann Michael Franz Birnbaum (* 19. September 1792 in Bamberg; † 14. Dezember 1877 in Gießen) war ein deutscher Rechtswissenschaftler und Dramatiker.

## Leben

### Jugendjahre bis zum Studium 1792–1811
Am 19. September 1792, unter der Regentschaft des Fürstbischofs Franz Ludwig von Erthal, wurde Johann Michael Franz Birnbaum als einundzwanzigstes Kind in Bamberg geboren. Seine Eltern waren der Tafeldecker am Hof des Bischofs von Bamberg Johann Georg Birnbaum und dessen Ehefrau Maria Anna Neubauer.
Wenngleich schon viele seiner Geschwister nicht mehr im Elternhaus lebten, so war seine Jugend doch von Enge und Ärmlichkeit geprägt. Am 22. April 1806 verstarb der Vater des damals 14-jährigen Birnbaum. Dies führte zu einer weiteren Verschlechterung der Situation und der Lebensverhältnisse. Birnbaum selbst schrieb dazu in sein Tagebuch: „Hier hatte ich das Unglück, meinen biederen, deutschgesinnten, redlichen Vater zu verlieren.“
Von diesem Zeitpunkt an musste Birnbaum die Mittel für seinen Unterhalt und vor allem für seine schulische und später die akademische Laufbahn bis zum Abschluss seiner Doktorarbeit selbst bestreiten. Um seine Ausbildung zu finanzieren, arbeitete er als Nachhilfelehrer in Bamberg und verschaffte damit auch seiner Mutter und seinen Geschwistern ein kleines Auskommen.
Aber die folgende Zeit auf dem Gymnasium führte den jungen Birnbaum an eine humanistische Bildung heran, geprägt von alten Sprachen sowie von Mathematik und Naturwissenschaften. In diesem Milieu der geistigen Offenheit, außerhalb des beengten und arbeitsintensiven Elternhauses, konnte die Liebe Birnbaums zu den „geläuterten Ansichten über Philosophie und Philologie“ sich entwickeln. Er zeichnete sich auch als bester Schüler seines Gymnasiums aus. Dies und der jahrelang anhaltende Kontakt zu seinen Lehrern führten zu Birnbaums geistiger Entwicklung, die unabdingbare Voraussetzung für seine strafrechtstheoretischen Theorien war.

### Studium 1811–1815
Wieder einmal hemmten die finanziellen Möglichkeiten Birnbaums Entwicklung und Wissensfortschritt. Erst 1811 konnte er, dank Vermittlung einflussreicher Freunde, das Studium an der Universität Erlangen beginnen. Anfangs war der Weg zum Recht aber noch sehr unsicher und eher von der Idee, Philologie zu studieren, überdeckt. Aber Birnbaum besuchte am 15. November eine Vorlesung des Pandektisten Christian Friedrich von Glück und schrieb daraufhin in sein Tagebuch: „Die Gelehrsamkeit dieses Mannes und sein lebhafter Vortrag setzen mich in Erstaunen; ich gewann gleich in den ersten Tagen eine entschiedene Liebe zur Jurisprudenz“. Dieser Moment kann sicherlich gleichsam als Geburtsstunde seiner Zuneigung zum Recht betrachtet werden, eine Liebe, die 66 Jahre halten sollte. An dieser Stelle darf aber auch nicht unberücksichtigt bleiben, dass sich Birnbaum als Romantiker sah und immer wieder poetische Arbeiten verfasste. Fragt man sich nun, in welchem Zusammenhang dies mit den strafrechtshistorischen Werken steht, so wird sehr schnell deutlich, dass seine Arbeiten auch immer Teil seiner Selbst waren und damit den Menschen Birnbaum spiegeln. Und ein großer Teil dieses Menschen war ein Poet und Dramatiker. Daher schrieb und veröffentlichte Birnbaum in dieser Zeit auch einige Gedichte und ein Drama mit dem Titel „Der Schicksalsspruch“. Arbeiten „im Tone vaterländischer Begeisterung […] die die Jugend in jenen Jahren beherrschte“, oder sein Hauptwerk dieser Zeit, die Trilogie Adalbert von Babenberg.
Mit dem Jahr 1813 kam es zum entscheidenden Wendepunkt in Birnbaums Leben: der Wechsel an die Universität Landshut. Damit einher ging auch die Möglichkeit bei Juristen wie Paul Johann Anselm von Feuerbach, Carl Joseph Anton Mittermaier und Friedrich Carl von Savigny zu studieren.
Aber es sind nicht nur die Personen, die eine Persönlichkeit prägen, es ist auch stets die Zeit und die Geschichte, die eine Persönlichkeit formen und ihr Gestalt geben.
Landshut war eine Stadt, die stetig von kriegerischen Unruhen in der Zeit der österreichisch-französischen Kriege beeinflusst wurde. Österreich erklärte Frankreich 1809 den Krieg und nachdem sich Bayern, in dessen Herrschaftsbereich sich Landshut befand, auf die Seite der Österreicher geschlagen hatte, wurde es mehrfach von französischen Truppe durchzogen. Sicherlich hat dies sowohl den universitären als auch den alltäglichen Betrieb stark beeinträchtigt. Diese Atmosphäre war gerade dazu geschaffen, die nationale Identität zu stärken und aus der Unförmigkeit herauszulösen. Vor allem das Schauspiel im Bamberger Theater „Deutsche Treue“ fesselte die Bayern. Dieser Jubel aus dem Theater ging auf die Straßen über und erfasste auch die Stadt Landshut mit einer nationalen Euphorie. Birnbaum selbst berichtet, dass „Freude und freudige Mittheilung der erlebten und gemeldeten Ereignisse [berauschend] auf sein Gemüth wirkten“. Diese Freude wurde in studentische Freizeitaktivität transferiert und Birnbaum lebte ein ausgelassenes Studentenleben und widmete sich nach wie vor seiner Dichtkunst.
Die sicherlich folgenreichste Begegnung Birnbaums – die Begegnung mit Carl Joseph Anton Mittermaier (1787–1867) – gab weitere und neue Impulse. Obwohl Mittermaier nur fünf Jahre älter als Birnbaum war, wirkte er bereits seit 1810 als Professor der Rechte an der Universität Landshut. Die sich daraus entwickelnde Freundschaft hielt, trotz einiger fachlicher Kontroversen, ein Leben lang und beeinflusste Birnbaum wie keine zweite.
Mittermaier zeichnete sich vor allem durch seine „vergleichende Rechtswissenschaft“ aus. Den Blick – selber aus dem Naturrecht kommend – auf fremde Rechtsordnungen zu richten und die Vorstellung, nur in dem Vergleich der Rechte den Gesichtskreis der Gesetzgebung zu erweitern, waren der zentrale Denkansatz Mittermaiers.
Dennoch ging Mittermaier nie von dem Prinzip aus, „welches absolut und unbedingt den Zugang zur Wahrheit und Gerechtigkeit erschließt“. Dieser Drang, immer weiter nach neuem zu forschen, selbst wenn er als Naturrechtler von dem naturgegeben richtigen Gesetz ausgehen können musste, war eine Eigenschaft, die Birnbaum fesselte und auch seine Forschung und Lehre prägte. Es war „nicht weniger, als die Entschlossenheit, zwischen festgefügten Anschauungen eine selbständige geistige Position zu behaupten.“
Am 1. September 1814 schloss Birnbaum sein Studium in Landshut mit dem ersten juristischen Staatsexamen ab und stand danach, wie schon oft in seinem Leben, mittellos da.
1815 konnte er dann mit seiner juristischen Dissertation zur Erreichung des Doktortitels beginnen. Diese Arbeit nun wird sehr kontrovers beurteilt. Während Gareis von einer „glänzenden [Disputation]“ spricht, „die das vollste juristische Interesse verdien[e]“, schreibt das Neue Archiv für Criminalrecht: „Recens. sieht nicht ein, warum der Verf. so überflüssig weit ausgeholt hat; dagegen steht er nicht an, die zweite Abtheilung trefflich gearbeitet zu nennen“.
Nichtsdestotrotz vertrat Birnbaum die Ansicht, das „Verdienstliche lieg[e] immer in dem Bestreben, mit innerer Überzeugung zu schreiben, und solle diese auch irre leiten, so schein[e] es .. immer besser, durch das Befolgen eigener Ansichten zu irren, als durch das blonde Nachbeten fremder, unbewusst und zufällig auf die Bahn des Rechten zu kommen.“
Diese Einstellung zu nahezu allen Bereichen seines Lebens führte auch dazu, dass Birnbaum nach seiner Promotion zuerst den Weg nach Bamberg suchte und in dem mittlerweile 23-Jährigen auf ein Neues der Widerstreit zwischen der Jurisprudenz und der Poesie entflammte.
Erst mit der Zeit und mit festen Anstellungen als Hofmeister musste Birnbaum seine poetischen Werke aufgeben und sich ganz der Jurisprudenz widmen.

### Birnbaums Zeit in Löwen 1817–1830
Warum es Birnbaum nun an die Reichsuniversität Löwen verschlug, ist nicht abschließend geklärt. Klar ist jedoch, dass der erst 24-jährige Birnbaum eine Professur in Löwen angeboten bekam. Gareis vermutet, dass er durch die Vermittlung des „diplomatischen Agenten des Hauses Nassau-Oranien, den Freiherrn von Gagern“, den er im Hause der Familie von Westphalen kennenlernte, den Kontakt zu den Niederländern und damit auch die Möglichkeit dieser Professur erlangte. Zweifelsohne mag dies förderlich, mithin notwendige, aber sicher nicht hinreichende Bedingung für die Berufung gewesen sein. So bleibt also nur zu vermuten, dass Birnbaum lediglich als „Ersatzmann“ für gute Wissenschaftler kam, die eigentlich der neugegründeten Universität Ansehen verschaffen sollte. Dieser ursprüngliche Nachteil sollte sich aber noch zum Vorteile verkehren. So waren die „teutschen Lehrer das Medium zwischen Holländern, Flamändern und Franzosen“.
Wie sich dann herausstellte, war es gerade Birnbaum, der eine enorme Anpassungsfähigkeit bewies, was Sprache und Lehrtätigkeit anging. So wurde aus der „Notlösung“ Birnbaum ein Segen für die Universität. In dieser Zeit zeichnete er sich auch gerade durch seine Schule bei Mittermaier aus. Birnbaum kam über Mittermaier zum rechtsvergleichenden Arbeiten und kannte somit sowohl die inländische als auch ausländische Rechtsordnungen gut. So überrascht es nicht, dass er trotz seiner geringen akademischen Erfahrung mit der Begutachtung des Entwurfes eines neuen niederländischen Strafgesetzbuches betraut wurde. Im Jahre 1822/23 und 1824/25 zum Rektor der Reichsuniversität Löwen gewählt, strebte Birnbaum danach, einen Austausch mit den umliegenden Universitäten zu erreichen. Seine Zeit in Löwen schloss mit dem Orden vom Niederländischen Löwen im Jahre 1829.
Diese Arbeit brachte es auch mit sich, dass sich Birnbaum gänzlich von der Dichtkunst entfernte und zugleich endlich über ein geregeltes und für ihn auch ausreichendes Einkommen verfügte. Das ihm zur Verfügung stehende Geld nutzte er unter anderem für Reisen nach Deutschland, in die Schweiz, später auch nach Frankreich, Italien und Ungarn. Diese multilinguale und intereuropäische Reiseroute brachte Birnbaum persönliche und akademische Bekanntschaften. Nicht zuletzt seine spätere Ehefrau Clara Wilhelmine Laumayer lernte er auf diesem Wege 1823 kennen und heiratete sie 1824. Wissenschaftlich verbrachte Birnbaum die ersten Jahre in Löwen sehr unproduktiv. Erst ab 1826 begann er zu veröffentlichen und seine und die Arbeiten von Fachkollegen in der eigens gegründeten Zeitschrift „Bibliothèque du jurisconsulte et du publisciste“ zu veröffentlichen.

### Birnbaums Zeit in Bonn, Freiburg und Utrecht
Im Jahr 1830 verließ Birnbaum endgültig die Niederlande und begab sich nach Bonn. Durch die königlich-preußische Regierung mit Rechten ausgestattet, begann Birnbaum an der Friedrich-Wilhelm-Universität zu Bonn Vorlesungen zu halten.
Sein breites Repertoire an rechtsvergleichendem Wissen brachte ihm diese Stellung ein, sehr zum Leidwesen seiner professoralen Kollegen, die in ihm mehr einen Konkurrenten als einen Fachkollegen sahen. Der immerhin erst 38-jährige Birnbaum war mittlerweile auch in Deutschland ein bekannter Strafrechtslehrer geworden und „drohte“ den angestammten Professoren die Zuhörer zu entlocken. Aufgrund der so angespannten Lage verbrachte Birnbaum nur zwei Jahre in Bonn und nahm einen Ruf in Freiburg i. Br. an. Akademisch bleibt aus dieser Zeit festzuhalten, dass Birnbaum sich sehr aktiv dem Zivil- und öffentlichen Recht widmete, etwas, was er bisher noch nicht getan hatte.
Die nachfolgende Zeit in Freiburg i. Br. nahm Birnbaum aus wirtschaftlichen Überlegungen heraus an. Mit der Annahme des Rufes [nach Freiburg] war außerdem die Erteilung des Titels eines „großherzoglichen Hofrates“ verbunden. Das Jahresgehalt war dort auf 2000 Niederländische Gulden gesetzt und somit 800 Gulden höher als in Bonn. Beachtenswert ist auch hier die Tatsache, dass Birnbaum von Beginn an große Probleme mit seinen Kollegen hatte. Auch hier wurde seine Stellung wie bereits in Bonn kritisch betrachtet. Selbst ehemalige Freunde wendeten sich nun gegen Birnbaum. Wenn auch seine Beiträge in der Freiburger Zeit nicht so zahlreiche waren wie in Bonn, ist doch sein wichtigstes Werk „Über das Erforderniß einer Rechtsverletzung zum Begriffe des Verbrechens“ in Freiburg entstanden. „Durch ihn erhielt die Strafrechtslehre den Anstoß, die formalistische Abstraktion bei Bildung des Verbrechensbegriffes zu überwinden“.
Auch seine beiden anderen Schriften aus der Freiburger Zeit belegen, welch geistige Schärfe und Bildung sich Birnbaum in den Jahren zuvor angeeignet hatte. Fundierte Kenntnisse aus dem römischen, dem französischen und dem englischen Strafrecht fließen in diese Werke ein, die allerdings kaum Rezeption gefunden haben und daher noch weniger Beachtung fanden als das themengebende Werk.
Nach Beendigung seiner Zeit in Freiburg nahm er den Ruf der Universität Utrecht an. Nicht nur, dass er es, trotz seiner bei den Studenten großen Beliebtheit, schwer hatte, in Deutschland akademisch wirklich anzukommen, darüber hinaus war es Birnbaums großer Wunsch, wieder in die Niederlande zu gehen und an seine alten Erfahrungen und Erfolge aus Löwen anzuknüpfen. Wieder war dies mit finanziellen Vorteilen und einer gesicherten Stellung sowohl vor der Universität als auch vor den Studenten verbunden. Selbst eine jährliche Pension in Höhe von 1000 Niederländischen Gulden für seine Frau war mit dieser Anstellung verbunden.
Erst nach fünf Jahren und nach einer Anfrage der Universität Gießen aus dem Jahre 1840, die zugleich diejenige mit den besten Bedingungen aller vorherigen Anfragen war, entschloss sich Birnbaum, die Niederlande ein letztes Mal zu verlassen und sein weiteres (und zugleich auch restliches) Leben in Gießen zu verbringen. Beachtlich und bezeichnend für Birnbaums Verdienst ist das Bemühen der Utrechter Universität, ihn doch noch weiter in den Niederlanden zu halten. So schreiben sie unter anderem über ihn: „Den Abschied dieses … verdienstvollen Mannes sollten wir als einen wesentlichen Verlust ansehen. Er wurde von seinen Amtsgenossen und den Studenten hoch geehrt und wir glauben überdies, dass er durch seine Lehren unsere Zeit mitgeformt hat.“
Von diesen Aussagen geprägt fiel Birnbaum der Weg nach Gießen nicht leicht. Er entschied sich jedoch, seiner Familie zuliebe und dem Wunsche entsprechend, wieder in das „Vaterland“ zurückzukehren, für Gießen.
Auch in Utrecht wirkte Birnbaum wissenschaftlich sehr produktiv. Er konnte mit seinen Arbeiten allerdings nicht mehr an die Bedeutung und geistige Schärfe seiner älteren Beiträge anknüpfen. Als beachtenswertestes Werk aus dieser Zeit kann der Aufsatz „Erörterung der Frage, ob Strafgesetzbücher keine allgemeine Bestimmung in Hinsicht auf bösen Vorsatz enthalten sollen“ angesehen werden.

### Lebensabend in Gießen
Birnbaum traf im Jahre 1840 in Gießen ein und begann seine Stellung als Geheimer Justizrat. Anders als bei seinen früheren Stellungen in Deutschland gelang es Birnbaum nun, das Vertrauen und das Wohlwollen seiner Kollegen zu gewinnen. Möglicherweise mag dies daran gelegen haben, dass Birnbaum nicht mehr als Mittzwanziger an die Universität kam, sondern mittlerweile das gesetztere Alter von 48 Jahren hatte. Infolgedessen wurde er im Wintersemester 1844/45 zum Rektor vorgeschlagen und vom Großherzog dazu ernannt.
Sehr bald musste er seinen akademischen Lehrbetrieb einstellen, da ihm im Jahre 1847 die Stelle als Kanzler der Universität anvertraut wurde. Dieses Amt erforderte die Leitung der akademischen Verwaltung. Bezeichnenderweise belegte er mit seinem Posten als Kanzler der Universität Gießen auch gleichzeitig den Sitz in der Ersten Kammer des Großherzogtums Hessen. Dieses Amt füllte er auch stets aktiv aus. Hier kam ihm besonders die gewonnene Erfahrung aus Löwen zugute, die ihn gelehrt hatte, Innovation auf ihre Praktikabilität hin zu untersuchen und zu gewichten.
Immer mehr entfernte sich Birnbaum von den akademischen Tätigkeiten und fand sich, fast unfreiwillig und überrumpelt, in der Politik seiner Zeit wieder. So wurde er vom Großherzog Ludwig III. im Jahre 1849 und 1850 mit der Aufgabe betraut, „als landesherrlicher Bevollmächtigter den Bischofswahlen in Mainz“ beizuwohnen. Da es in dieser Zeit zu großen Spannungen zwischen der Kirche und Ludwig III. gekommen war, entlud sich dieser Ärger gerade auf den Bevollmächtigten, Birnbaum.
Dennoch bewährte sich Birnbaum auf solchen politischen Missionen und wurde schließlich im Jahre 1850 zum Mitglied des Staatenhauses des Erfurter Parlaments ernannt.
Birnbaum erlebte also die Deutsche Revolution 1848/49 in Gießen persönlich mit und war durch seine Anstellung recht bald in die politischen Mühlen verstrickt. Nach dem Scheitern der Frankfurter Nationalversammlung war es Preußen, die auf eine Einigung der deutschen Länder drängten. Ein erstes Ergebnis dieser Bestrebungen war eben jenes Erfurter Unionsparlament. Birnbaum wurde als Berichterstatter des Ausschusses im Parlament gewählt, der über den Entwurf des Gesetzes über die Einrichtung eines Reichsgerichtes entscheiden sollte. In vielen dieser und folgender Abstimmungen machte Birnbaum deutlich, dass er zu den „Erfurter Rechten“ gezählt werden muss. So sprach er sich zum Beispiel ganz entschieden gegen die Einführung eines allgemeinen Wahlrechts aus und unterstützt das alte preußische Dreiklassenwahlrecht. „Ich will nur bemerken, daß ich von jeher ein Gegner des allgemeinen Stimmrechts gewesen bin, nicht etwa aus einem theoretischen Grunde, sondern weil ich es nirgends, weder in republikanischen noch in monarchischen Staaten dauernd begründet gefunden habe und weil es überall, wo es zeitweise sich geltend gemacht hat, so nachtheilige Folgen äußerte, daß man genöthigt war, von demselben zurückzukehren.“
Sicherlich zeigt dies auch die andere Seite des sonst sehr liberal und weltmännisch auftretenden Birnbaum auf. Allein die ungünstigen Beispiele lassen ihn an das Versagen des allgemeinen Wahlrechts glauben.
Zeitlich war Birnbaum mit seinen politischen Aktivitäten so sehr eingebunden, dass er ausschließlich dazu kam, Vorlesungen zu halten. Wissenschaftliche Schriften veröffentlichte Birnbaum so gut wie gar nicht mehr in seiner Gießener Zeit. Er griff vielmehr praktisch in das Geschehen mit ein und äußerte sich beispielsweise im September 1846 dezidiert zur großen „Gefängnisreform“. Der maßgebliche Anstoß dieser Reform kam von Birnbaums altem Lehrer und Freund Mittermaier. Und eine solche Gefängnisreform war ein sichtbarer Ausdruck einer allgemeinen Zeitentwicklung, hin zu mehr Liberalismus. Der in die Geschichte eingegangene Satz Mittermaiers: „Man hat unsere Strafrechtstheorie von den Hunden abgeleitet, man hat geglaubt, wie man den Hund prügelt, damit er nicht mehr stiehlt, so müsse man auch mit Menschen umgehen“ macht deutlich, dass sich die Zeit weg von einem reinen Vergeltungsstrafrecht hin zu einem Strafrecht der Zwecke entwickelte. Mittermaiers Idee war es, „ein Strafsystem aufzubauen, dass den Menschen besserte, ohne ihn mit dem Odium der Entehrung zu behaften.“
An dieser Stelle folgt Birnbaum seinem alten Meister jedoch nicht. Weder Schriften zum Strafvollzug noch derart fortschrittliche Beiträge auf der Versammlung stammen von Birnbaum. Hier war er immer noch im kantschen und feuerbachschen Geist tätig und scheute sich davor, eine radikale Änderung des Strafrechtssystems zu befördern, da dies zu „chaotischer Verwirrung führen würde“.
Die letzten 37 Jahre Birnbaums waren oft von einer solchen Zurückhaltung und Scheu beherrscht. Der einstmals so starke Reformgeist in ihm schien in dieser Zeit bereits erloschen, oder es war die Furcht, mit einer allzu radikalen Theorie den gewonnenen Ruhm aufs Spiel zu setzen.
Im Ganzen brachte er in der Gießener Zeit kaum noch strafrechtswissenschaftliche Arbeiten hervor und trat auch als Professor nur noch selten vor seine Studenten. Aufgrund seiner zurückhaltenden Art erlosch sein Stern jedoch auch nicht. Er wurde von zahlreichen wissenschaftlichen Gesellschaften zum Ehrenmitglied ernannt. Auch hohe Orden wurden ihm aufgrund seiner politischen wie administrativen Verdienste verliehen.
„Und doch war diese Endtzeit seines Lebens – der Herbst desselben und die Lebenskraft im Abnehmen begriffen.“ Körperlich wie geistig konnte Birnbaum allerdings seinen eigenen Ansprüchen nicht mehr gerecht werden. Im Jahre 1872 starb, nach 43 Jahren Ehe seine Frau an einem Schlaganfall. Im gleichen Jahr starb auch sein erstgeborener Sohn, Schicksalsschläge, von denen er sich nicht mehr erholen sollte.
„Das schmerzlose Ende am 14. Dezember 1877, war ein Einschlummern, das Verlöschen eines flackernden Lichtes, eines Leben von 85 Jahren, 2 Monaten und 25 Tagen!“
In der Nachbetrachtung wurde Birnbaum von seinem Landsmann und Kollegen Karl von Gareis attestiert, dass er „Arbeit um der Arbeit selber willen [betrieb], ein Forscherdasein rastlos fleißig, unermüdet thätig … schlicht, bescheiden und anspruchslos [lebte].“

## Familie
Birnbaum heiratete am 9. September 1824 in Freiburg im Breisgau Clara Wilhelmine Laumayer (* 11. August 1800; † 3. Februar 1867), eine Tochter des Dr. med. Johann (Josef) Anton Laumayer (1765–1814), Professor der Medizin an der Universität Freiburg im Breisgau. Das Paar hatte mehrere Kinder:
- Hermann (* 1825; † 1872), Kreisarzt in Mainz[38]
- Karl Joseph Eugen (* 18. Mai 1829; † 8. Mai 1907),  Agrarwissenschaftler, 1871–1873 Mitglied des Deutschen Reichstages
- Karl Friedrich Joseph (1833–1894), Professor der Medizin ⚭ Maria Theresia Pauline Margarethe Groppe (1844–1910), Eltern von Maria Birnbaum

## Zum Werk„Über das Erforderniß einer Rechtsgutsverletzung zum Begriff des Verbrechens“(1834)
Im 19. Jahrhundert wurde das Verbrechen rein formal als mit der Strafe bedrohte Handlung definiert.
Birnbaum sollte dies verändern. „Er möchte eine Aussage darüber treffen, was das Verbrechen eigentlich verletzt, und er will auch nicht ganz auf eine Bestimmung dessen verzichten, was „natürlicherweise“, d. h. unabhängig vom positiven Recht, als Verbrechen anzusehen ist.“ Birnbaum beginnt seine Ausführungen damit, dass der Begriff der „Verletzung“ im Strafrecht von jeher auf „verschiedene Weise aufgefaßt“ wurde. Weiter konstatiert er, dass es eine „positive und eine natürliche Bestimmung des Verbrechens gebe“.
Er unterscheidet also „positive Bestimmung des Verbrechens“ und „natürliche Bestimmung des Verbrechens“. Mit dem ersten Begriff meint Birnbaum, dass all das ein Verbrechen ist, was eine vom Gesetz mit Strafe bedrohte Handlung ist. Dieser Begriff entspricht den Vorstellungen des gemeinen deutschen Strafrechts der frühen Neuzeit.
Birnbaum entwickelt gleich zu Beginn seiner Arbeit diesen Gedanken fort und beschreibt im Folgenden den natürlichen Rechtsbegriff mit den Worten: „Wenn wir vom natürlichen Rechtsbegriff des Verbrechens reden, so verstehen wir darunter dasjenige, was nach der Natur des Strafrechts vernunftgemäß in der bürgerlichen Gesellschaft als strafbar angesehen werden kann, insofern es in einem gemeinsamen Begriff zusammengefasst werden kann.“
Beginnend mit dieser Unterscheidung entwickelt Birnbaum daran die Lehre vom Verbrechen als Rechtsverletzung. Birnbaum lässt sich daher methodisch in der „gemäßigt-positivistischen Schule“ ansiedeln. Von dort heraus fragt er nicht danach, was „nach der Natur der Sache ein Verbrechen“ sei, sondern, was mehr die Rechtsanwendung als die Gesetzgebung betrifft. Er reflektiert seinen methodischen Ansatz und versucht herauszufinden, ob, wenn man von der Unterscheidung zwischen einem positiven und einem natürlichen Rechtsbegriff ausgeht, man die Idee verfolgen kann, dass das „Verbrechen ein unter einem Strafgesetz enthaltene Rechtsverletzung genannt wird.“ Mit dieser Aussage behandelt Birnbaum die Ansicht Feuerbachs, die prominent von ihm vertreten wurde und gerade von dieser Verbrechensdefinition ausging. Ohne jedoch auf den Namen Feuerbachs Rücksicht zu nehmen, beantwortet Birnbaum diesen nun aufgeworfenen Streitpunkt sehr harsch. „Daß nun das gemeine deutsche Strafrecht blos Rechtsverletzungen mit Strafe belege, wird wohl auch bei der Annahme des weitesten Sinnes dieses Wortes niemand behaupten wollen.“ Die nun folgende Unterscheidung zwischen Staats- und Privatverbrechen bzw. zwischen Polizeiübertretungen und eigentlichen Verbrechen, die ebenso auf Feuerbach zurückgeht, wird von Birnbaum sehr kritisch gesehen. Problematisch in diesem Zusammenhang, und dies wird später noch einmal aufgegriffen, sind die Religions- und Sittlichkeitsverbrechen. Diese würden nach dem alten System unter die Polizeiübertretungen eingereiht werden. Dem widerspricht Birnbaum ganz entschieden, so könne „man diese Verbrechen nicht mit dem Unterlassen des Gassenkehrens in einen Topf werfen“
Birnbaum geht noch weiter. Er stellt die Frage, ob es nicht unlogisch sei, „etwas als Unterart einer Gattung aufzuführen, was in dem Gattungsbegriff nicht enthalten“ sei.
Von diesen Punkten abgesehen, hat er an der Rechtsverletzungslehre generell auszusetzen, dass sie den Verletzungscharakter der verbrecherischen Handlung missverständlich bestimme. So nimmt er im folgenden Bezug auf den deutschen Rechtswissenschaftler Christoph Karl Stübel und rezipiert, dass „schon die Gefährdung eines Gutes als Gegenstand des subjektiven Rechts, eine Rechtsverletzung darstelle, weil das subjektive Recht den Anspruch auf Unterlassung von Gutsgefährdung“ einschließe.
Diese Herangehensweise ist ein elementarer Bestandteil von Birnbaums Argumentation. So ergebe sich aus der Ansicht Stübels schließlich, dass gerade das Rechtsgut und nicht das subjektive Recht als Gegenstand der kriminellen Verletzungshandlung untersucht werden müsste. Dies sei nicht nur juristisch gegeben, sondern selbst aufgrund des Sprachgebrauchs läge es viel näher, von einer Verletzung von Gütern auszugehen als einer Verletzung von Rechten.
Mit diesen Worten lehnt Birnbaum die vorherrschende Lehre vom Verbrechen als Rechtsverletzung ab und versucht nun im Folgenden darzulegen, was nach der Natur der Sache in der bürgerlichen Gesellschaft als Verbrechen angesehen werden kann. Die „Bekämpfung“ der damals vorherrschenden Meinung konnte nichts anderes bedeuten, als eine ideologische Auseinandersetzung mit Feuerbach zu erwirken. Birnbaum selbst jedoch ging es in dieser Sache um eine rein juristische. Von seinem naturrechtlichen Ursprung wollte er nicht abweichen.
Den Schutz der Rechtsgüter weist Birnbaum dem Staat zu, „da es zum Wesen des Staates gehöre, allen im Staate lebenden Menschen auf gleichmäßige Weise den Genuß gewisser Güter zu gewährleisten.“ Die Aufgabe des Staates von der Gewährung der subjektiven Rechte der Bürger verschob sich „wieder auf die Garantie der ihnen aus soziale Gründen objektiv nötigen Güter“. Der Standpunkt wechselt sich vom positiven zum transportiven Verbrechensbegriff. Dies schließt auch ein, dass die von Feuerbach entwickelte Rechtsverletzungslehre als Grundlage der Bestimmung dieses „transportiven Verbrechensbegriffes“ nicht mehr in Betracht komm, „weil sie den Verletzungsgehalt der Verbrechens verkennt.“
Der damals herrschenden Rechtsverletzungslehre lag – gleichsam als ideologische Basis – die Staatsphilosophische Lehre vom Sozialvertrag zu Grunde. Birnbaum selbst versucht ein strafrechtstheoretisches Modell zu entwickeln, welches ohne diesen staatsphilosophischen Bezug auskommt. Er sagt dazu selbst: „Wie man auch immer über Rechtsgrund und Zweck des Staates denken mag, es wird sich mit verschiedenen Ansichten hierüber vereinigen lassen, wenn man annimmt, dass es zum Wesen der Staatsgewalt gehöre, allen im Staate lebenden Menschen auf gleiche Weise den Genuss gewisser Güter zu gewährleisten, welche den Menschen von der Natur gegeben oder eben das Resultat ihrer gesellschaftlichen Entwicklung und des bürgerlichen Vereines sind“.
Birnbaum unterscheidet im Weiteren Verletzungsklassen. Er spricht bei den Verletzungen „erster Klasse“ von Gütern von „natürlichen“, bei Verletzungen „zweiter Klasse“ von „sozialen Verbrechen“. Er entwickelt diese Theorie jedoch nicht originär aus der Bemühung heraus, um eine antithetische Position zu Feuerbach zu präsentieren. Vielmehr sieht er die strafrechtsdogmatischen Vorteile seiner Arbeit. So sei es mit der Rechtsgüterlehre vereinbar und mitunter auch zum ersten Mal leistbar, präzise Unterscheidungen zwischen Verletzung und Gefährdung bzw. Vollendung und Versuch zu treffen. Zu diesem Zweck teilt Birnbaum die Rechtsgüter ein, in solche, „die den Menschen schon von Natur aus gegeben“, und solche, die „das Ergebnis seiner gesellschaftlichen Entwicklung“ sind. Auch Verbrechen gegen Individuen und Verbrechen gegen die Allgemeinheit lassen sich nach Birnbaums Lehre dogmatisch einordnen. Das zugrunde liegende Rechtsgut kann schließlich ein Individualrechtsgut oder ein Gemeingut sein. Auf diese Weise ließen sich exakt Verbrechen gegen die Allgemeinheit bestimmen und einordnen. Güter dieser Allgemeinheit seien nach Birnbaum religiöse oder sittliche Überzeugungen des Volkes. Auf diese Weise könnten auch Verletzungen derselben beurteilt werden. Dies sieht Birnbaum als weiteren (und nicht unerheblichen) Vorteil seine Schutzlehre.
So oft Birnbaum auch von „Gütern“, vom „Schutzgut“, von „Allgemein- und Individualgütern“ spricht, definiert er jedoch in seiner Arbeit nicht das Gut als solches. Anhand seiner Ausführungen zu Beginn der Arbeit scheint Birnbaum anzudeuten, dass Gegenstand einer Verletzung lediglich „Personen oder Sachen“ sein könnten. Später schreibt er jedoch vom Gut, als dem „Gegenstand unserer Rechte“.
Im Ganzen bleibt dieser Punkt zwar angesprochen, aber gleichwohl ungeklärt. Vermutlich stützt sich Birnbaum auf die Vorstellung, dass die „Berufung auf die natürliche Auffassung unter die Aufzählung der Vorzüge seiner Verbrechenslehre eine genaue Begriffsbestimmung ersetzen könnte.“

## Politische Betätigung
Birnbaum wurde 1848 Mitglied des Vorparlaments und 1850 des Staatenhauses des Erfurter Parlaments. 1847 bis 1849 und 1851 bis 1875 war er Mitglied der Ersten Kammer der Landstände des Großherzogtums Hessen.

## Veröffentlichungen (Auszug)
- Deduktion der Rechte des Herzogs von Looz-Corswarem auf das Fürstentum Rheina-Wolbeck. Aachen 1830.
- Die rechtliche Natur der Zehnten. Bonn 1831
- Ueber das Erforderniß einer Rechtsverletzung zum Begriffe des Verbrechens, mit besonderer Rücksicht auf den Begriff der Ehrenkränkung, in: Archiv des Criminalrechts, hrsg. von Abegg, Birnbaum, Heffter, Mittermaier, Jahrgang 1834, S. 149–194
- Commentatio de Hugonis Grotii in definiendo jure naturali vera mente. Bonn 1835